# 4863 Yasutani
4863 Yasutani este un asteroid din centura principală, descoperit pe 13 noiembrie 1987 de Seiji Ueda și Hiroshi Kaneda.